# THE IDOLM@STER MUSIC ON THE RADIO
『THE IDOLM@STER MUSIC ON THE RADIO』（アイドルマスター ミュージック オン ザ レディオ）は、ニコニコチャンネルと連携した形で、ニコニコ生放送にて配信されているインターネットラジオ番組。2018年10月に終了した『THE IDOLM@STER STATION!!!』の配信枠を引き継いで、2018年（平成30年）10月17日から、毎週水曜日22:30 – 23:00に配信されている。番組のX（旧Twitter）の公式アカウントでは、略称として「アイマスMOR」のハッシュタグが使用されている。

## 概要
ゲーム「アイドルマスターシリーズ」からの派生企画。『THE IDOLM@STER RADIO』『THE IDOLM@STER STATION!!!』の流れを汲むインターネットラジオ番組である。
扱う作品の範囲は前番組『THE IDOLM@STER STATION!!!』より大幅に拡がり、当番組では「アイドルマスターシリーズ」の全作品を対象としている。番組タイトルが示す通り、『アイドルマスター』の“音楽”の魅力を中心に届ける内容となっており、従来の「アイドルマスターシリーズ」のラジオ番組と比べて、同シリーズに登場する曲の紹介や話題に重きを置いている。ゲストには、「アイドルマスターシリーズ」に出演する声優のほか、同シリーズに楽曲を提供するサウンドスタッフも招いており、楽曲への思い入れや、楽曲に関する解説・裏話などのトークを繰り広げる。
第1回から第155回（2021年9月29日配信）までは、沼倉愛美（我那覇響 役）が前番組から引き続きメインパーソナリティを務めた。また、「アイドルマスターシリーズ」の出演声優が、1ヵ月ほどで交代しながらマンスリーアシスタントを務めた。沼倉は第155回をもって番組を卒業するまで、約12年2ヵ月もの間「アイドルマスターシリーズ」のラジオ番組に出演し続けていた。
第156回（2021年10月6日配信）から番組を一部リニューアルし、「アイドルマスターシリーズ」の出演声優が月替わりでパーソナリティを務める。最初の1ヵ月は中村繪里子（天海春香 役）が1人で担当し、以降はところてん式に担当者を入れ替えながら2人がパーソナリティを務める。各パーソナリティは2ヵ月ほどの出演となる。番組内容はリニューアル前とほぼ変わりなく、各コーナーも継続して配信される。

## 番組の特徴
- 従来の「アイドルマスターシリーズ」のラジオ番組と同様に、リスナー、ハンドルネームをそれぞれプロデューサー、プロデューサーネームと称している。
- オープニングは、第1回から第298回まではその回に出演する声優が演じるアイドルによる寸劇があり、オープニング曲に合わせてタイトルコールが行われた。後述の事情で第79回から第88回までは寸劇は省略されていた。第299回からは寸劇がなくなり、開始からオープニング曲とタイトルコールが流れトークが始まる形式となった。
- エンディングの挨拶は、「『THE IDOLM@STER MUSIC ON THE RADIO』、今日のお相手は、我那覇響役、沼倉愛美と」「○○役、△△（マンスリーアシスタント）でした」「（2人）バイバーイ」。ゲストが出演する回は、ゲストも挨拶に加わる。第156回からのリニューアル後も同様の形式で、その回のパーソナリティとゲストが締めの挨拶を行う。
- 第15回まではオープニング・エンディングでの提供読みが無かったが、第16回からは沼倉、第156回からはその回のパーソナリティ[注 4]により「この番組は、日本コロムビアと、全国のプロデューサーさん[注 5]の提供でお送りします（しました）」と提供読みが行われている。CMは挿入されない。番組宛てのメールアドレスは、前番組と同様に日本コロムビアのドメインのものを使用している。
- シリーズ全作品を対象とした番組であるため、日本コロムビアの1社提供番組ではあるがランティスをはじめとする日本コロムビア制作ではないレーベルの楽曲も流される。また、日本コロムビア制作の楽曲が1曲も流れない回もある。
- 楽曲が流れる際には、画面上に曲名と歌手（アイドル・ユニット）名が表示される。第2回からは、作詞・作曲・編曲者名、楽曲が収録されている音源も表示される。
- 『アイドルマスター』ライブのブルーレイディスク発売時など、ライブ映像が流れることもある。
- ニコニコ公式チャンネル「THE IDOLM@STER MUSIC ON THE RADIO」の有料会員向けに、ニコニコチャンネルの機能のひとつであるブロマガを利用して、収録中の写真や、番組からのお知らせ、パーソナリティ・ゲストへのインタビューなどを掲載している。

## アーカイブ配信
ニコニコ公式チャンネル「THE IDOLM@STER MUSIC ON THE RADIO」にて、2018年10月25日よりチャンネル会員のみ視聴可能な動画形式で配信されている。毎週木曜日15:00に、前週分のアーカイブが配信される（8日遅れ）。29日後の金曜日23:59まで公開され、最新回から5回分までのアーカイブが視聴可能。

## コーナー
P's recommend
第1回から配信。リスナーやゲストがリクエストした『アイドルマスター』関連曲を紹介する。
私のM@STERソング
第1回から配信。マンスリーアシスタント（リニューアル後は月替わりのパーソナリティ）がリクエストした『アイドルマスター』関連曲を、その思い入れとともに紹介する。マンスリーアシスタントや月替わりパーソナリティの最終出演回に配信されることが多い。
テーマ道場
第2回から配信。テーマを設けて、リスナーより『アイドルマスター』関連曲のリクエストを募り紹介する。
上記の各コーナーは、当初はほぼ毎回配信されていたが、後に各回ごとにひとつのコーナーを特集する方式に改められた。
アイマスNEW BE@T
第1回から配信。「アイドルマスターシリーズ」の新曲や、新情報を紹介する。
CURTAIN CALL（おまけ放送）
第1回から配信。ニコニコ公式チャンネル「THE IDOLM@STER MUSIC ON THE RADIO」の会員のみが視聴できるコーナー。ニコニコ生放送での本配信終了直後に、ニコニコ動画にて別動画として配信される。本編をフォローする内容のトークや、リスナーからのメール（ふつおた）の紹介などを行う。
あくまで本編をフォローする"おまけ"の動画であるが、トーク内容などによっては本編に匹敵するボリュームになることもある。

## 出演者

### パーソナリティ

#### 第1回-第155回
メインパーソナリティ
- 沼倉愛美（我那覇響 役：第1回 - 第155回）

マンスリーアシスタント
- 高橋李依（詩花 役：第1回 - 第4回）
- 三宅麻理恵（安部菜々 役：第5回 - 第8回）
- 山崎はるか（春日未来 役：第9回 - 第14回、第103回[注 8]）
- 長谷川明子（星井美希 役：第15回 - 第18回）
- 三瓶由布子（秋月涼 役：第19回 - 第22回）
- 峯田茉優（八宮めぐる 役：第23回 - 第27回、第64回[注 9]）
- 益山武明（紅井朱雀 役：第28回 - 第31回）
- 高森奈津美（前川みく 役：第32回 - 第35回）
- 伊藤美来（七尾百合子 役：第36回 - 第39回）
- 中村繪里子（天海春香 役：第40回 - 第43回）
- 永井真里子（西城樹里 役：第44回 - 第47回）
- 神原大地（伊集院北斗 役：第48回 - 第51回）
- 福原綾香（渋谷凛 役：第52回 - 第55回）
- 末柄里恵（豊川風花 役：第56回 - 第60回）
- 平田宏美（菊地真 役：第61回 - 第63回、第65回）
- 前川涼子（大崎甜花 役：第66回 - 第69回）
- 増元拓也（信玄誠司 役：第70回 - 第73回）
- 牧野由依（佐久間まゆ 役：第74回 - 第77回）
- 桐谷蝶々（宮尾美也 役：第78回 - 第82回）
- 下田麻美（双海亜美・真美 役：第83回 - 第86回）

- 菅沼千紗（田中摩美々 役：第87回 - 第90回）
- 寺島惇太（大河タケル 役：第91回 - 第95回）
- 山下七海（大槻唯 役：第96回 - 第99回）
- 八代拓（柏木翼 役：第100回[注 8]）
- 大橋彩香（島村卯月 役：第101回[注 8]）
- 近藤玲奈（風野灯織 役：第102回[注 8]）
- 今井麻美（如月千早 役：第104回[注 8]、第131回 - 第134回）
- 若林直美（秋月律子 役：第105回 - 第108回）
- 渡部恵子（周防桃子 役：第109回 - 第112回）
- 黒木ほの香（大崎甘奈 役：第113回 - 第116回）
- 永野由祐（神楽麗 役：第118回 - 第121回）
- 洲崎綾（新田美波 役：第122回 - 第125回）
- 大関英里（佐竹美奈子 役：第126回 - 第130回）
- 田中有紀（芹沢あさひ 役：第135回 - 第138回）
- 小林大紀（水嶋咲 役：第139回 -  第142回）
- 山本希望（城ヶ崎莉嘉 役：第143回 - 第146回）
- 南早紀（白石紬 役：第147回 - 第150回）
- 仁後真耶子（高槻やよい 役：第151回 - 第154回）

#### 第156回-
パーソナリティ
- 中村繪里子（天海春香 役：第156回 - 第164回）
- 五十嵐裕美（双葉杏 役：第160回 - 第169回）
- 八巻アンナ（白瀬咲耶 役：第165回 - 第173回）
- 郁原ゆう（エミリー スチュアート 役：第170回 - 第177回）
- 高塚智人（渡辺みのり 役：第174回 - 第181回）
- 若林直美（秋月律子 役：第178回 - 第185回）
- 松田颯水（星輝子 役：第182回 - 第189回）
- 関根瞳（櫻木真乃 役：第186回 - 第193回）
- 小岩井ことり（天空橋朋花 役：第190回 - 第197回）
- 児玉卓也（卯月巻緒 役：第194回 - 第201回）
- 原由実（四条貴音 役：第198回 - 第205回、第319回 - 第324回[注 10]）
- 杜野まこ（姫川友紀 役：第202回 - 第209回）
- 田嶌紗蘭（福丸小糸 役：第206回 - 第213回）
- 稲川英里（大神環 役：第210回 - 第217回）
- 中田祐矢（清澄九郎 役：第214回 - 第221回）
- 下田麻美（双海亜美・真美 役：第218回、第219回[注 11]、第222回 - 第225回）
- 高橋花林（森久保乃々 役：第222回 - 第229回）
- 涼本あきほ（有栖川夏葉 役：第226回 - 第233回）
- 中村温姫（ロコ 役：第230回 - 第237回）
- 神原大地（伊集院北斗 役：第234回 -  第241回）

- 今井麻美（如月千早 役：第238回 - 第245回）
- 春瀬なつみ（龍崎薫 役：第242回 - 第249回）
- 結名美月（幽谷霧子 役：第246回 - 第253回）
- 山口立花子（百瀬莉緒 役：第250回 - 第257回）
- 渡辺紘（榊夏来役 役：第254回 - 第261回）
- 赤羽根健治（テレビアニメ『THE IDOLM@STER』プロデューサー 役[注 12]：第258回 - 第265回）
- 下地紫野（中野有香 役：第262回 - 第269回）
- 芝崎典子（桑山千雪 役：第266回 - 第274回）
- 渡部優衣（横山奈緒 役：第270回 - 第278回）
- バレッタ裕（華村翔真 役：第275回 - 第282回）
- 長谷川明子（星井美希 役：第279回 - 第286回）
- 新田ひより（道明寺歌鈴 役：第283回 - 第290回）
- 丸岡和佳奈（杜野凛世 役：第287回 - 第294回）
- 駒形友梨（高山紗代子 役：第291回 - 第298回）
- 笠間淳（葛之葉雨彦 役：第295回 - 第302回）
- 浅倉杏美（萩原雪歩 役：第299回 - 第306回）
- 高田憂希（依田芳乃 役：第303回 - 第310回）
- 和久井優（浅倉透 役：第307回 - 第314回）
- 野村香菜子（二階堂千鶴 役：第311回 - 第318回）
- 濱健人（木村龍 役：第315回 - 第320回[注 13]、第322回）

- 立花理香（小早川紗枝 役：第323回 - 第330回）
- 中澤ミナ（佐城雪美 役：第326回[注 14]）
- 永井真里子（西城樹里 役：第327回 - 第334回）
- 髙橋ミナミ（馬場このみ 役：第331回 - 第338回）
- 菊池勇成（蒼井悠介 役：第335回 - 第342回）
- 平田宏美（菊地真 役：第339回 - 第346回）
- 原涼子（望月聖 役：第343回 - 第350回）
- 小澤麗那（郁田はるき 役：第347回 - 第354回）
- 原嶋あかり（中谷育 役：第351回 - 第358回）
- 小林大紀（水嶋咲 役：第355回 - ）

### ゲスト
スタッフゲストの社名、肩書は出演当時のもの。 楽曲提供者は、歌手などとして活動する者もいるが、ここでは「アイドルマスターシリーズ」に関わる職業のみ記述する。
- 坂上陽三（BNEI / 「アイドルマスターシリーズ」総合プロデューサー：第1回）
- 中川浩二（BNEI / 作曲家：第1回、第17回、第155回[注 15]）
- 柏谷智浩（日本コロムビア / プロデューサー：第1回）
- 保坂拓也（ランティス / プロデューサー：第1回）
- 椎名豪（作曲家：第3回、第345回）
- 南早紀（白石紬 役：第6回）
- 佐藤亜美菜（橘ありす 役：第7回）
- 藤田麻衣子（作詞家・作曲家：第8回）
- 大坪由佳（三村かな子 役：第10回）
- 唐沢美帆（作詞家：第11回、第255回）
- 近藤唯（篠宮可憐 役：第12回、第180回）
- 原由実（四条貴音 役：第16回、第84回、第327回[注 16]）
- 若林直美（秋月律子 役：第20回）
- 渡辺量（BNSI / 作詞家、作曲家：第21回）
- 阿部里果（真壁瑞希 役：第24回）
- 中村彼方（作詞家：第25回）
- 高塚智人（渡辺みのり 役：第29回）
- 結城アイラ（作詞家：第30回）
- 仲村宗悟（天道輝 役：第33回）
- ミト（クラムボン / 作詞家・作曲家：第35回）

- 森由里子（作詞家：第37回、第134回）
- たかはし智秋（三浦あずさ 役：第38回）
- 神前暁（作曲家：第41回）
- 浅倉杏美（萩原雪歩 役：第42回、第140回）
- 佳村はるか（城ヶ崎美嘉 役：第45回、第172回）
- 古屋真（作詞家：第46回、第231回、第292回）
- Machico（伊吹翼 役：第49回、第163回）
- 真崎エリカ（作詞家：第50回、第117回、第162回、第251回）
- AJURIKA（作詞家・作曲家：第53回）
- 滝田樹里（音無小鳥 役：第55回、第184回）
- 北原沙弥香（和泉愛依 役：第57回）
- KOH（作詞家・作曲家：第58回、第335回）
- 永塚拓馬（冬美旬 役：第61回）
- オノダヒロユキ（作詞家：第62回）
- TAKU INOUE（作詞家・作曲家：第64回[注 9]、第99回）
- 田中秀和（MONACA / 作曲家：第64回[注 9]）
- 松井洋平（作詞家・作曲家：第64回[注 9]、第80回、第179回、第219回、第356回）
- 藍原ことみ（一ノ瀬志希 役：第67回）
- 釘宮理恵（水瀬伊織 役：第68回）
- 柿埜嘉奈子（作詞家・作曲家：第71回）

- 青木志貴（二宮飛鳥 役：第72回）
- 滝澤俊輔（TRYTONELABO / 作曲家：第74回）
- IMAJO（サイキックラバー / 作曲家：第75回）
- 睦月周平（作曲家：第76回、第267回）
- 五十嵐裕美（双葉杏 役：第79回）
- 関根瞳（櫻木真乃 役：第81回）
- 八城雄太（作詞家：第86回）
- 松嵜麗（諸星きらり 役：第88回）
- no_my（作詞家・作曲家：第89回）
- EFFY（作曲家：第93回、第316回）
- 仁後真耶子（高槻やよい 役：第94回）
- 中村繪里子（天海春香 役：第95回）
- 渕上舞（北条加蓮 役：第97回）
- 平田宏美（菊地真 役：第106回）
- 俊龍（作曲家：第107回、第247回）
- 増谷賢（作曲家：第110回）
- 角元明日香（島原エレナ 役：第111回）
- 三好啓太（作曲家：第114回）
- 桜咲千依（白坂小梅 役：第115回）
- 貝田由里子（作詞家：第117回、第243回）

- 藤本記子（作詞家：第117回、第175回）
- 飯田友子（速水奏 役：第119回）
- 小高光太郎（作曲家：第120回）
- 三浦誠司（作詞家・作曲家：第122回）
- 長谷川明子（星井美希 役：第123回）
- たかはし智秋（三浦あずさ 役：第127回）
- 酒井拓也（Arte Refact / 作曲家：第128回）
- 熊谷健太郎（握野英雄 役：第129回）
- 岡咲美保（市川雛菜 役：第132回）
- 下地悠（作詞家：第136回）
- 下田麻美（双海亜美・真美 役：第137回）
- 本多友紀（Arte Refact / 作曲家：第141回、第280回）
- ミズノゲンキ（作詞家：第144回、第304回）
- 鈴木みのり（藤原肇 役：第145回）
- 木戸衣吹（矢吹可奈 役：第149回）
- 宮崎まゆ（作詞家・作曲家：第150回）
- 汐谷文康（北村想楽 役：第152回）
- 烏屋茶房（作詞家・作曲家：第153回）
- 錦織敦史（アニメ監督[注 17]：第157回）
- 日高里菜（亜夜 役：第158回）

- 田中あいみ（奥空心白 役：第159回）
- 河野ひより（小宮果穂 役：第161回）
- 佐藤貴文（BNSI / 作詞家・作曲家：第166回、第263回）
- 菊池勇成（蒼井悠介 役：第167回）
- 小笠原早紀（野々原茜 役：第168回）
- 只野菜摘（作詞家：第171回）
- 金子有希（高森藍子 役：第176回）
- LindaAI-CUE（作曲家：第183回）
- 広川恵一（MONACA / 作曲家：第187回）
- 矢野奨吾（岡村直央 役：第188回）
- こだまさおり（作詞家：第191回）
- ルゥティン（塩見周子 役：第192回）
- 福富雅之（作曲家・編曲家：第195回）
- 山根綺（緋田美琴 役：第196回）
- 原田篤（Arte Refact / 作曲家：第199回、第300回）
- 長島光那（上条春菜 役：第200回）
- 渡部チェル（作曲家・編曲家：第203回）
- 斉藤佑圭（永吉昴 役：第204回）
- 小野貴光（作曲家・編曲家：第207回）
- 佐倉薫（黒埼ちとせ 役：第208回）

- きみコ（nano.RIPE / 作詞家：第211回）
- 伊瀬結陸（天峰秀 役：第212回）
- 谷島シュン（AstroNoteS / 作曲家・編曲家：第215回）
- 天野聡美（白菊ほたる 役：第216回）
- おおくぼひろし（作曲家・編曲家：第223回）
- 香里有佐（桜守歌織 役：第224回）
- ササキトモコ（作詞家・作曲家：第227回）
- 浦尾岳大（兜大吾 役：第228回）
- 森下来奈（鷹富士茄子 役：第232回）
- ZAQ（作詞家：第235回）
- 照井春佳（櫻井桃華 役：第236回）
- 石井健太郎（作曲家・編曲家：第239回）
- 平山笑美（北上麗花 役：第240回）
- 紫月杏朱彩（七草にちか 役：第244回）
- 三宅麻理恵（安部菜々 役：第248回）
- 田所あずさ（最上静香 役：第252回）
- 青木瑠璃子（多田李衣菜 役：第256回）
- 新谷風太（作詞家：第259回）
- 安野希世乃（木村夏樹 役：第260回）
- 米内佑希（テレビアニメ『アイドルマスター シンデレラガールズ U149』プロデューサー 役：第264回）

- 小松昌平（牙崎漣 役：第268回）
- 鈴木静那（作詞家：第271回）
- 久野美咲（市原仁奈 役：第272回）
- 末柄里恵（豊川風花 役：第273回）
- MEG.ME（作詞家・作曲家：第276回）
- 中村源太（テレビアニメ『アイドルマスター ミリオンライブ!』プロデューサー 役：第277回）
- 川口莉奈（斑鳩ルカ 役：第281回）
- Yoshi（BNSI / 作曲家：第284回）
- 戸田めぐみ（舞浜歩 役：第285回）
- 坪田修平（TRYTONELABO / 作曲家：第288回）
- 比留間俊哉（九十九一希 役：第289回）
- 関口理咲（白雪千夜 役：第293回）
- 辻純更（作詞家：第296回）
- 和氣あず未（片桐早苗 役：第297回）
- 諏訪彩花（徳川まつり 役：第301回）
- 希水しお（三峰結華 役：第305回）
- トリ音（BNSI / 作詞家・作曲家：第308回）
- 沼倉愛美（我那覇響 役：第309回）
- 家原正樹（作曲家：第312回）
- 長月あおい（花海咲季 役：第313回）

- 礒部花凜（月岡恋鐘 役：第317回）
- 山崎寛子（作詞家・作曲家：第320回）
- 伊藤美来（七尾百合子 役：第321回）
- 橘亮祐（作詞家・作曲家：第324回）
- 中澤ミナ（佐城雪美 役：第325回）
- 設楽哲也（ベリーグー / 作曲家：第328回）
- 藤井健太郎（HANO / 作曲家・作詞家：第332回）
- 古畑恵介（橘志狼 役：第333回）
- 飯田ヒカル（藤田ことね 役：第336回[注 18]）
- 桑原佑介（CoRecTive / 作曲家：第340回）
- 大空直美（緒方智絵里 役：第341回[注 19]）
- 浜崎奈々（福田のり子 役：第344回）
- 鶴﨑輝一（POPHOLIC / 作詞家・作曲家：第348回）
- 田村奈央（木下ひなた 役：第349回）
- 出口遼（作詞家・作曲家：第352回）
- 原田彩楓（三船美優 役：第353回）
- 峯田茉優（八宮めぐる 役：第357回）

## 主題歌

### オープニングテーマ
1. 『THE IDOLM@STER 2nd-mix（オリジナル・カラオケ）』（第1回 - 第155回）
作曲：BNEI（佐々木宏人）、編曲：遠山明孝
2. 『VOY@GER（オリジナル・カラオケ）』（第156回 - 第298回）
作曲・編曲：井上馨太（MONACA）

第299回以降はオープニングテーマが月替わりとなる。
| 曲名                                   | 歌                                      | 作詞                        | 作曲                              | 編曲                      | 使用回    |
| -------------------------------------- | --------------------------------------- | --------------------------- | --------------------------------- | ------------------------- | --------- |
| プルメリアの花                         | 萩原雪歩（浅倉杏美）                    | XELIK                       | XELIK                             | XELIK                     | 299 - 302 |
| 日々あどべんちゃーなのでしてー         | 依田芳乃（高田憂希）                    | 山本真央樹（TRYTONELABO）   | 山本真央樹（TRYTONELABO）         | 山本真央樹（TRYTONELABO） | 303 - 305 |
| 自転車                                 | 菊地真（平田宏美） 萩原雪歩（浅倉杏美） | 白瀬綾                      | 伊藤心太郎                        | 伊藤心太郎                | 306       |
| statice                                | 浅倉透（和久井優）                      | 秋浦智裕（onetrap）         | 家原正樹・Jam9                    | 家原正樹                  | 307 - 310 |
| Collier De Perles                      | 二階堂千鶴（野村香菜子）                | CMJK                        | CMJK                              | CMJK                      | 311 - 314 |
| SPARKLE SIGN                           | 木村龍（濱健人）                        | 山崎寛子                    | 廣中トキワ                        | 廣中トキワ                | 315 - 318 |
| フラワーガール                         | 四条貴音（原由実）                      | NBGI（Yoshi）・NBGI（kyon） | NBGI（Yoshi）                     | NBGI（Yoshi）             | 319 - 322 |
| 薄紅                                   | 小早川紗枝（立花理香）                  | 内海孝彰（TRYTONELABO）     | 内海孝彰（TRYTONELABO）           | 内海孝彰（TRYTONELABO）   | 323 - 326 |
| 過純性ブリーチ                         | 西城樹里（永井真里子）                  | 古屋真                      | 大西克巳                          | 大西克巳                  | 327 - 330 |
| it's me                                | 馬場このみ（髙橋ミナミ）                | KOH                         | KOH                               | KOH                       | 331 - 334 |
| HOT INSPIRATION〜世界のテッペンYeah!〜 | 蒼井悠介（菊池勇成）                    | マイクスギヤマ              | 山口朗彦                          | 山口朗彦                  | 335 - 338 |
| セピアカラフル                         | 菊地真（平田宏美）                      | 真崎エリカ                  | 本多友紀（Arte Refact）           | 脇眞富（Arte Refact）     | 339 - 342 |
| メサイア                               | 望月聖（原涼子）                        | 森由里子                    | 椎名豪                            | 椎名豪                    | 343 - 346 |
| 夢模様キャンバス                       | 郁田はるき（小澤麗那）                  | 出口遼                      | 出口遼                            | 出口遼・雪乃イト          | 347 - 350 |
| キミが真ん中にいた                     | 中谷育（原嶋あかり）                    | Junxix.（LIVE LAB.）        | 秋葉広大（LIVE LAB.）             | 村田祐一（LIVE LAB.）     | 351 - 354 |
| Make up↑ Magic                         | 水嶋咲（小林大紀）                      | 松井洋平                    | 本澤尚之・田尻知之（note native） | 本多友紀（Arte Refact）   | 355 - 358 |

### エンディングテーマ
エンディングテーマが月替わりだった第298回まで記載。第299回以降は週替わりとなったため割愛する。
| 曲名                                    | 歌                                                                 | 作詞                         | 作曲                                 | 編曲                                 | 使用回         |
| --------------------------------------- | ------------------------------------------------------------------ | ---------------------------- | ------------------------------------ | ------------------------------------ | -------------- |
| Blooming Star                           | 詩花（高橋李依）                                                   | 霜月はるか                   | 椎名豪                               | 椎名豪                               | 01 - 04        |
| メルヘンデビュー!                       | 安部菜々（三宅麻理恵）                                             | 夕野ヨシミ                   | ARM                                  | ARM                                  | 05 - 08        |
| 素敵なキセキ                            | 春日未来（山崎はるか）                                             | 岡本健介                     | 岡本健介                             | 岡本健介                             | 09 - 014       |
| マリオネットの心                        | 星井美希（長谷川明子）                                             | mft                          | 橋本由香利                           | 宮崎誠                               | 015 - 018      |
| 羽ばたきのMy Soul                       | 秋月涼（三瓶由布子）                                               | 結城アイラ                   | 森本貴大（CoRecTive）                | 森本貴大（CoRecTive）                | 019 - 022      |
| ヒカリのdestination                     | イルミネーションスターズ                                           | 中村彼方                     | 中野領太（onetrap）                  | 中野領太（onetrap）                  | 023 - 027      |
| 漢一貫ロックン・ロール                  | 紅井朱雀（益山武明）                                               | 結城アイラ                   | 増田武史                             | 増田武史                             | 028 - 031      |
| おねだり Shall We〜?                    | 前川みく（高森奈津美）                                             | BNSI（佐藤貴文）             | BNSI（佐藤貴文）                     | BNSI（佐藤貴文）                     | 032 - 035      |
| 透明なプロローグ                        | 七尾百合子（伊藤美来）                                             | こだまさおり                 | 若林充                               | 若林充                               | 036 - 039      |
| relations（REM@STER-A）                 | 天海春香（中村繪里子）                                             | NBGI（mft）                  | NBGI（中川浩二）                     | 竹中文一                             | 040 - 043      |
| 夢咲きAfter School（西城樹里 Ver.）     | 西城樹里（永井真里子）                                             | 古屋真                       | 南田健吾（onetrap）                  | 南田健吾（onetrap）                  | 044 - 047      |
| ROMANTIC SHAKER                         | 伊集院北斗（神原大地）                                             | 真崎エリカ                   | 石井健太郎                           | 石井健太郎                           | 048 - 051      |
| AnemoneStar                             | 渋谷凛（福原綾香）                                                 | yasushi                      | yasushi                              | yasushi                              | 052 - 055      |
| 祈りの羽根                              | 豊川風花（末柄里恵）                                               | rino                         | EFFY                                 | EFFY                                 | 056 - 060      |
| おもいでのはじまり                      | 菊地真（平田宏美）                                                 | 白戸佑輔                     | 白戸佑輔                             | 白戸佑輔、草野よしひろ               | 061 - 062, 065 |
| 神さまのBirthday                        | 星井美希（長谷川明子） 天海春香（中村繪里子） 如月千早（今井麻美） | 伊那村さちこ                 | BNEI（Yoshi）                        | BNEI（Yoshi）                        | 063            |
| THE IDOLM@STER 2nd-mix                  | （オリジナル・カラオケ）                                           | -                            | BNEI（佐々木宏人）                   | 遠山明孝                             | 064, 117       |
| アルストロメリア                        | アルストロメリア                                                   | 鈴木静那                     | 森本貴大（CoRecTive）                | 森本貴大（CoRecTive）                | 066 - 069      |
| GO AHEAD SMILE!                         | 信玄誠司（増元拓也）                                               | 真崎エリカ                   | 本田光史郎                           | 本田光史郎                           | 070 - 073      |
| エヴリデイドリーム                      | 佐久間まゆ（牧野由依）                                             | BNEI（八代雄太）             | 滝澤俊輔（TRYTONELABO）              | 滝澤俊輔（TRYTONELABO）              | 074 - 077      |
| ふわりずむ                              | 宮尾美也（桐谷蝶々）                                               | rino                         | 渡部チェル                           | 渡部チェル                           | 078 - 082      |
| スタ→トスタ→                            | 双海亜美・真美（下田麻美）                                         | yura、BNEI（おおくぼひろし） | BNEI（おおくぼひろし）               | BNEI（おおくぼひろし）               | 083 - 086      |
| バベルシティ・グレイス                  | アンティーカ                                                       | 真崎エリカ                   | 南田健吾（onetrap）                  | 南田健吾（onetrap）                  | 087 - 090      |
| その場所へ行くために -KEEP ON FIGHTING- | 大河タケル（寺島惇太）                                             | 結城アイラ                   | EFFY                                 | EFFY                                 | 091 - 095      |
| サニードロップ                          | 大槻唯（山下七海）                                                 | 磯谷佳江                     | seibin（ESTIMATE）                   | seibin（ESTIMATE）                   | 096 - 099      |
| なんどでも笑おう                        | THE IDOLM@STER FIVE STARS!!!                                       | モモキエイジ                 | BNSI（佐藤貴文）                     | BNSI（トリ音）                       | 100 - 104      |
| livE                                    | 秋月律子（若林直美）                                               | yura Dark                    | 橋本由香利                           | 橋本由香利                           | 105 - 108      |
| ローリング△さんかく                     | 周防桃子（渡部恵子）                                               | 安藤紗々                     | 松坂康司                             | 松坂康司                             | 109 - 112      |
| SNOW FLAKES MEMORIES                    | シャイニーカラーズ                                                 | 松井洋平                     | 中野領太（onetrap）                  | 中野領太（onetrap）                  | 113 - 116      |
| Echoes My Note                          | 神楽麗（永野由祐）                                                 | 真崎エリカ                   | 田熊知存                             | 田熊知存                             | 118 - 121      |
| ヴィーナスシンドローム                  | 新田美波（洲崎綾）                                                 | 古屋真                       | NBSI（kyo）                          | NBSI（kyo）                          | 122 - 125      |
| 満腹至極フルコォス                      | 佐竹美奈子（大関英里）                                             | 安藤紗々                     | ラムシーニ                           | ラムシーニ                           | 126 - 130      |
| 目が逢う瞬間                            | 如月千早（今井麻美）                                               | 貝田由里子                   | BNEI（Jesahm）                       | BNEI（Jesahm）                       | 131 - 132, 134 |
| プリコグ                                | 水谷絵理（花澤香菜）                                               | 遠藤フビト                   | NBGI（内田哲也）                     | NBGI（内田哲也）                     | 133            |
| 星をめざして                            | 芹沢あさひ（田中有紀）                                             | 下地悠                       | 三好啓太                             | 三好啓太                             | 135 - 138      |
| フェイバリットに踊らせて                | 水嶋咲（小林大紀）                                                 | 真崎エリカ                   | 宮崎まゆ                             | Tak Miyazawa                         | 139 - 142      |
| DOKIDOKIリズム                          | 城ヶ崎莉嘉（山本希望）                                             | BNSI（佐藤貴文）             | BNSI（佐藤貴文）                     | BNSI（佐藤貴文）                     | 143 - 146      |
| さかしまの言葉                          | 白石紬（南早紀）                                                   | 中村彼方                     | 高橋諒                               | 高橋諒                               | 147 - 150      |
| ピピカ・リリカ                          | 高槻やよい（仁後真耶子）                                           | 烏屋茶房                     | 篠崎あやと、烏屋茶房                 | 篠崎あやと                           | 150 - 154      |
| HUG                                     | 我那覇響（沼倉愛美）                                               | 園田健太郎                   | 園田健太郎                           | 園田健太郎                           | 155            |
| HAPPY♪STEPPING‼︎DREAMING☆                | 天海春香（中村繪里子）                                             | KOH                          | 新田目翔                             | 新田目翔                             | 156 - 159      |
| スローライフ・ファンタジー              | 双葉杏（五十嵐裕美）                                               | 八城雄太                     | 田中秀和（MONACA）                   | 田中秀和（MONACA）                   | 160 - 164      |
| 千夜アリア                              | 白瀬咲耶（八巻アンナ）                                             | 真崎エリカ                   | 藤井健太郎（HANO）・谷ナオキ（HANO） | 藤井健太郎（HANO）・谷ナオキ（HANO） | 165 - 169      |
| はなしらべ                              | エミリー スチュアート（郁原ゆう）                                  | 藤本記子                     | 藤本記子                             | 福富雅之                             | 170            |
| 絵羽模様                                | エミリー スチュアート（郁原ゆう）                                  | 真崎エリカ                   | 早川博隆                             | 柿迫ヒカル・早川博隆                 | 171 - 173      |
| Cherish BOUQUET                         | 渡辺みのり（高塚智人）                                             | 真崎エリカ                   | 本多友紀（Arte Refact）              | 本多友紀（Arte Refact）              | 174 - 177      |
| 灯（あかし）                            | 秋月律子（若林直美）                                               | Mitsu（TRYTONELABO）         | 滝澤俊輔（TRYTONELABO）              | 滝澤俊輔（TRYTONELABO）              | 178 - 181      |
| PANDEMIC ALONE                          | 星輝子（松田颯水）                                                 | ミズノゲンキ                 | 睦月周平                             | 睦月周平                             | 182 - 185      |
| ありったけの輝きで                      | 櫻木真乃（関根瞳）                                                 | こだまさおり                 | 羊                                   | 羊                                   | 186 - 189      |
| Moonrise Belief                         | 天空橋朋花（小岩井ことり）                                         | 真崎エリカ                   | 大和                                 | 大和                                 | 190 - 193      |
| ワンホール＝ワンダーランド!             | 卯月巻緒（児玉卓也）                                               | 真崎エリカ                   | 原田篤（Arte Refact）                | 原田篤（Arte Refact）                | 194 - 197      |
| 交わる季節                              | 四条貴音（原由実）                                                 | in the blue shirt            | in the blue shirt                    | in the blue shirt                    | 198 - 201      |
| 気持ちいいよね 一等賞!                  | 姫川友紀（杜野まこ）                                               | Funta3                       | Funta7                               | Funta7                               | 202 - 205      |
| わたしの主人公はわたしだから!           | 福丸小糸（田嶌紗蘭）                                               | 秋浦智裕（onetrap）          | 本多友紀（Arte Refact）              | 矢鴇つかさ（Arte Refact）            | 206 - 209      |
| Play GO! Round                          | 大神環（稲川英里）                                                 | 藤井健太郎(HANO)             | 藤井健太郎(HANO)                     | 藤井健太郎(HANO)                     | 210 - 213      |
| 流るゝ風の如く ～和敬清寂～             | 清澄九郎（中田祐矢）                                               | 松井洋平                     | 原田アツシ                           | 原田アツシ                           | 214 - 217      |
| ユニーク・スター・プレイヤー!           | 双海真美（下田麻美）                                               | 松井洋平                     | AstroNoteS                           | AstroNoteS                           | 218, 220       |
| オン・ステージ・プレーヤー!             | 双海亜美（下田麻美）                                               | 松井洋平                     | AstroNoteS                           | AstroNoteS                           | 219, 221       |
| もりのくにから                          | 森久保乃々（高橋花林）                                             | fumi                         | 帆足圭吾（MONACA）                   | 帆足圭吾（MONACA）                   | 222 - 225      |
| Damascus Cocktail                       | 有栖川夏葉（涼本あきほ）                                           | 古屋真                       | 陶山隼                               | 陶山隼                               | 226 - 229      |
| わたしルネサンス                        | ロコ（中村温姫）                                                   | ZAQ                          | 白戸佑輔                             | 白戸佑輔                             | 230 - 233      |
| 素敵にCon grazia!                       | 伊集院北斗（神原大地）                                             | マイクスギヤマ               | 光増ハジメ                           | 光増ハジメ                           | 234 - 237      |
| 君に映るポートレイト                    | 如月千早（今井麻美）                                               | こだまさおり                 | 長根博史・石倉誉之                   | 長根博史・石倉誉之                   | 238 - 241      |
| ひまわりマークをさがせ!                 | 龍崎薫（春瀬なつみ）                                               | 高瀬愛虹                     | 渡部チェル                           | 渡部チェル                           | 242 - 245      |
| 雪・月・風・花                          | 幽谷霧子（結名美月）                                               | 真崎エリカ                   | rionos                               | rionos                               | 246 - 249      |
| 週末だけのハーレクイン                  | 百瀬莉緒（山口立花子）                                             | 唐沢美帆                     | 板垣祐介                             | 板垣祐介                             | 250 - 253      |
| ダイヤモンド・メゾフォルテ              | 榊夏来（渡辺紘）                                                   | 新谷風太                     | 光増ハジメ                           | 光増ハジメ                           | 254 - 257      |
| CHANGE!!!!（M@STER VERSION）            | 765PRO ALLSTARS                                                    | yura                         | NBGI（内田哲也）                     | 橋本由香利・NBGI（内田哲也）         | 258 - 261      |
| ヒカリ→シンコキュウ→ミライ              | 中野有香（下地紫野）                                               | やいり                       | やいり                               | やいり                               | 262 - 265      |
| Darling you!                            | 桑山千雪（芝崎典子）                                               | 鈴木静那                     | 南直博                               | 南直博                               | 266 - 269      |
| 稲妻スピリット                          | 横山奈緒（渡部優衣）                                               | nobara kaede                 | 石井健太郎                           | 石井健太郎                           | 270 - 274      |
| 今宵、笑むように                        | 華村翔真（バレッタ裕）                                             | 新谷風太                     | 加藤冴人                             | 加藤冴人                             | 275 - 278      |
| DATE PARADE!                            | 星井美希（長谷川明子）                                             | 松井洋平                     | Neko Hacker                          | Neko Hacker                          | 279 - 282      |
| 満願成就♪巫女の神頼み!                  | 道明寺歌鈴（新田ひより）                                           | 夕野ヨシミ（IOSYS）          | ARM（IOSYS）                         | ARM（IOSYS）                         | 283 - 286      |
| 常咲の庭                                | 杜野凛世（丸岡和佳奈）                                             | 古屋真                       | 田熊知存（Dream Monster）            | 田熊知存（Dream Monster）            | 287 - 290      |
| REACH THE SKY                           | 高山紗代子（駒形友梨）                                             | 上松範康（Elements Garden）  | 上松範康（Elements Garden）          | 藤永龍太郎（Elements Garden）        | 291 - 294      |
| Radiance of Heart                       | 葛之葉雨彦（笠間淳）                                               | 松井洋平                     | 原田篤（Arte Refact）                | 原田篤（Arte Refact）                | 295 - 298      |

## 公開録音
2019年12月7日に、東京都千代田区の科学技術館内サイエンスホールにて公開録音が行われた。メインパーソナリティの沼倉愛美、アシスタントパーソナリティの峯田茉優、ゲストのTAKU INOUE、田中秀和、松井洋平が出演。トークパートは第64回（2020年1月1日配信）として、動画付きの約67分の拡大版で配信された。

## 備考
- 第1回（2018年10月17日配信）は、60分の拡大版で配信された[9]。
- 第79回（2020年4月15日配信）からは、新型コロナウイルスが感染拡大している状況とそれに伴う緊急事態宣言を踏まえ、リモート収録が行われた。オープニングの寸劇の省略など、番組の一部内容も変更された[10]。また、ニコニコチャンネル会員向けに、期間限定で過去回アーカイブの一部が再配信された[11][12]。第89回（2020年6月24日配信）よりスタジオ収録を再開した。
- 第117回（2021年1月6日配信）は、全編動画付きの約52分の拡大版で配信された。ゲストには、「アイドルマスターシリーズ」に楽曲提供する女性作詞家として、貝田由里子、藤本記子、真崎エリカの3名を迎えた[13]。
- 第296回（2024年6月12日配信）から第306回（2024年8月21日配信）までは、2024年6月8日から受けたニコニコサービスへのサイバー攻撃の影響に伴うニコニコサービス全体の大規模メンテナンス実施により、ニコニコ生放送やニコニコチャンネルが利用不能となったため、YouTube（「日本コロムビア公式チャンネル」→「アイドルマスターチャンネル」）での代替配信（プレミア公開）に変更された[14]（アーカイブ期間は1週間）。おまけ放送については、2024年6月26日よりYouTubeにて本編のプレミア公開終了後（ニコニコチャンネルにて公開できなかった第296回・第297回〈2024年6月19日配信〉を含む）に公開され、本来のニコニコチャンネル会員向けの有料パートも無料で公開されていた[15]。ニコニコチャンネルサービス再開後の第307回（2024年8月28日配信）よりニコニコ生放送での配信に戻った[16]。また、期間中にYouTubeで配信されたアーカイブとおまけ放送がニコニコチャンネルにて会員向けに期間限定で公開された。